# Charis timaea
Charis timaea är en fjärilsart som beskrevs av Doubleday 1847. Charis timaea ingår i släktet Charis och familjen Riodinidae. Inga underarter finns listade i Catalogue of Life.